# ニコラ・マス
ニコラ・マス（Nicolas Mas、1980年5月25日 - ）は、フランスの元ラグビーユニオン選手。

## プロフィール
- フランス・ペルピニャン出身。
- ポジションはプロップ(PR)。
- 身長 180cm、体重 108kg
- フランス代表通算キャップ数は85。
- ラグビーワールドカップ2007・ラグビーワールドカップ2011・ラグビーワールドカップ2015のフランス代表に選ばれた[1]。

## 略歴
USAペルピニャンを経て、2013年、モンペリエに加入。 
2016年、現役を引退した。 